# Papuanthicus papuanus
Papuanthicus papuanus es una especie de coleóptero de la familia Anthicidae.

## Distribución geográfica
Habita en Papúa Nueva Guinea.